# Jan Vilgeus
Carl Jan Ingvar Vilgeus, född 6 maj 1938, är en svensk jurist som var lagman i  Nacka tingsrätt från 1995 till 2005.
Vilgeus blev assessor i Svea hovrätt 1973 och departementsråd i Justitiedepartementet 1983 samt utnämndes 28 april 1988 till hovrättsråd i Svea hovrätt.  Den 23 november 1995 utnämndes han till lagman i Nacka tingsrätt.